# Fetyszyzm majtkowy
Fetyszyzm majtkowy – rodzaj fetyszyzmu, którego bodźcem seksualnym są majtki.
Fetyszyzm majtkowy objawia się jako zachowania polegające na wymienianiu się i oglądaniu, w celu osiągnięcia podniecenia seksualnego, drukowanymi bądź elektronicznymi materiałami pornograficznymi prezentującymi majtki; może też obejmować bezpośredni kontakt z bielizną.
Niektóre osoby wykazują się różną odmianą tego fetyszyzmu, skupiając się na konkretnym typie majtek (na przykład stringach lub figach).

## Częstość występowania w populacji
W celu ustalenia częstości występowania w populacji rozmaitych typów fetyszyzmów, naukowcy przebadali grupę powyżej 5000 osób uczestniczących w 381 internetowych grupach dyskusyjnych. Szacunki przeprowadzono na podstawie:
- liczby grup dyskusyjnych dla danego fetyszu,
- liczby osób biorących udział w grupach,
- liczbie postów wymienionych pomiędzy użytkownikami.

Wśród badanej próby, 12% respondentów wykazało podniecenie uzyskane z powodu bielizny/majtek.

## Sklepy burusera w Japonii
Używane majtki dziewczęce są sprzedawane w Japonii przez sklepy burusera (jap. ブルセラショップ burusera shoppu). Nazwa burusera powstała z połączenia buru (jap. ブル) ze słowa burumā (jap. ブルマー od ang. bloomers), co oznacza majtki/pantalony, i sera (jap. セラ), pochodzącego ze słowa sērā-fuku (jap. セーラー服 ubranie, strój marynarski). Cała nazwa nawiązuje do tradycyjnego mundurku japońskiej uczennicy, ubranej w strój przypominający ubiór marynarski, spódniczkę w kratkę i majtki (schoolgirls). Sklepy te oferują także inne przedmioty galanterii, bielizny czy umundurowania szkolnego. Ubranie takie jest często prezentowane z fotografią dziewczyny w nie ubranej, do której strój ten miał należeć. Klientami są mężczyźni, którzy osiągają podniecenie w wyniku kontaktu z damską bielizną. Artykuły te były sprzedawane również w automatach, podobnych do tych z napojami chłodzącymi.
Uczennice sprzedają swoje używane majtki przez sklepy burusera lub bezpośrednio – za pomocą telefonów komórkowych i specjalnych stron w Internecie. W 2004 roku w Japonii zaostrzono prawo, zabraniając kupowania bielizny od osób nieletnich.